# Pieter Cort van der Linden
Pieter Adriaan Wilhelm Cort van der Linden, né le 14 mai 1846 à La Haye et mort le 15 juillet 1935 dans la même ville, est un homme d'État néerlandais. Il sert en tant que Président du Conseil des ministres des Pays-Bas entre 1913 et 1918.

## Biographie
Après des études au Gymnasium Haganum puis à l'université de Leyde, Cort van der Linden devient avocat, greffier à la seconde Chambre, ministre de la Justice. Il fait son entrée en 1901 au Conseil d'État puis est nommé par la suite à la tête du gouvernement.
Il a été le dernier chef de gouvernement à diriger un cabinet purement libéral. Cependant, le cabinet a tenu seule une minorité au Parlement et a dû compter sur l'appui des sociaux-démocrates.
Ses deux principales actions au cours de son mandat ont été de maintenir la neutralité néerlandaise au cours de la Première Guerre mondiale, bien qu'il ait été personnellement pro-allemand, et d'instaurer le suffrage universel masculin aux Pays-Bas. Pour cette raison, les  sociaux-démocrates et le Algemeene Bond van RK-kiesverenigingen,  parti catholique, ont remporté les élections de 1918. Le catholique Charles Ruijs de Beerenbrouck le remplaça donc à la tête du gouvernement.